# 野田卯一
野田 卯一（のだ ういち、1903年（明治36年）9月10日 - 1997年（平成9年）1月29日）は、日本の政治家、大蔵官僚。池田勇人・福田赳夫とともに、「大蔵省の3田」と呼ばれた。

## 来歴・人物
岐阜県岐阜市出身。野田繁吉の五男として生まれる。岐阜中学校（現在の岐阜県立岐阜高等学校）、第一高等学校を経て、1927年（昭和2年）3月に東京帝国大学法学部法律学科（英法）を卒業した後、大蔵省に入省（大臣官房文書課属）。在学中の1926年（大正15年）11月に高等試験の行政科試験と司法科試験に合格した。
浜松税務署長、松戸税務署長、為替局総務課長、興亜院経済部第四課長、大蔵省総務局総務課長、門司海運局次長、大蔵省金融局次長、外資局長、主計局長、専売局長官などを歴任し、1948年（昭和23年）3月に大蔵次官に就任した。
1949年（昭和24年）、日本専売公社副総裁に就任したが、1950年（昭和25年）6月、自由党から第2回参議院議員通常選挙の全国区に出馬し当選した。
1951年（昭和26年）7月に第3次吉田内閣第2次改造内閣で建設大臣兼北海道開発庁長官として入閣した（翌1952年からは行政管理庁長官を兼任）。1953年（昭和28年）の第26回衆議院議員総選挙で衆議院議員に転じ（旧岐阜1区）、以後9回連続当選した。
保守合同後は池田派に所属していたが、1966年（昭和41年）に突如反佐藤を掲げて自民党総裁選に出馬し、9票を獲得する。宏池会を離れてしばらく無派閥を通し、その後福田派に入った。1976年（昭和51年）三木改造内閣で経済企画庁長官に就任した。
1979年（昭和54年）10月の第35回衆議院議員総選挙で落選し、政界を引退した（地盤とした岐阜県第1区 (中選挙区)は11年後に養女・聖子が1990年2月の第39回衆議院議員総選挙で継承）。1997年1月29日、呼吸不全のため死去した。93歳没。

## エピソード
かつて、『ギネスブック（現在のギネス世界記録）』日本語版において「同一人物に世界一多くの手紙を書いた人物」として掲載されていた。議員在職中の1961年から1985年までの間、病床にあった妻に1603通の手紙を送ったというものでこの手紙は後に全25巻の著書として後援会の手で自費出版された。なお、この記録は現在の『ギネス世界記録』には掲載されていない。
1966年4月27日、聖徳学園短期大学の名誉学長に就任した。
『野田卯一日誌』（9冊、1945年1月1日 - 1953年12月31日分）は野田聖子による寄託文書として2013年度に国立公文書館で受入し、2014年8月28日から一般の利用に供されている。

## 栄典
- 勲一等旭日大綬章（1986年11月3日）

## 親族

### 自家
- 妻：光 （島徳蔵の次女。）
  - 一男：稔 （舅：島徳蔵へ養子。東大卒、新日鉄勤務。）
    - 孫・養女：聖子  （稔の長女。衆議院議員、国務大臣。）

### 婚家
- 舅：島徳蔵 （実業家、相場師。）
  - 姻姉：富 （妻：光の姉。舅：徳蔵の長女。）
    - 孫：桜子  （一男：稔の次女。聖子の秘書。）
    - 孫：徳之  （一男：稔の一男。聖子の秘書。）

### 姻族
- 相壻：実吉雅郎 （姻姉：富の夫。日揮の創業者。）